# 스티븐 셸런
스티븐 셸런(Stephen Shellen, 1957년 6월 17일 ~ )은 캐나다의 배우, 화가, 작가, 모델이다.
빅토리아에서 태어났다.

## 출연 작품

### 영화
- 럭키 댄싱 2 (1984, Gimme an 'F') - 토미 해밀턴 역
- 위험한 관계 (1984, A Touch of Scandal)
- 모던 걸즈 (1986, Modern Girls)
- 위기일발 밤도둑 (1987, Burglar)
- 계부 (1987)
- 첫경험 (1988, Casual Sex?) - 닉 역
- 일방통행 (1988, Murder One)
- 저주의 아프리카 (1989, Damned River)
- 아트 킬러 (1990, Still Life: The Fine Art of Murder)
- 천사의 분노 (1991, Drop Dead Gorgeous)
- 흐르는 강물처럼 (1992) - 닐 번스 역
- 보디가드 (1992) - 톰 윈스턴 역
- 레이디 X (1994, Model by Day)
- Greyhounds (1994)
- 지킬 박사와 미스 하이드 (1995)
- 어둠 속의 목격자 (1995)
- Rude (1995)
- 미혹 2 (1995, Deceptions II: Edge of Deception)
- 롤링 썬더 (1996, Rolling Thunder)
- Honeymoon (1997)
- Vivid (1999)
- 식스티 세컨즈 (2000) - 이국적인 자동차 판매원 역
- 하이웨이 (2002)
- Territories (2010)

### 텔레비전
- 납골당의 미스터리 (1989)
- 21 점프 스트리트 (1990)
- 로앤오더 (1994)
- 니키타 (1997-2000)

### 비디오 게임
- 데이어스 엑스: 휴먼 레볼루션 (2011) - 목소리